# Oregon (gruppo musicale)
Oregon è un gruppo jazz e world music. I componenti storici del gruppo sono Ralph Towner (chitarra, piano, sintetizzatore, tromba), Paul McCandless (vari strumenti a fiato, soprattutto oboe, corno inglese, sax soprano e sopranino, clarinetto basso, penny whistle), e Glen Moore (contrabbasso, basso, violino, piano).
Ralph Towner, Paul McCandless, Glen Moore e Collin Walcott (percussioni, sitar, tabla) si incontrarono con il pioniere della world music Paul Winter e diedero vita, alla fine degli anni sessanta al Paul Winter Consort. Il loro contributo fu determinante alla creazione del Winter Consort sound in composizioni quali Icarus di Ralph Towner.
Nel 1970 i quattro musicisti si separarono da Paul Winter e formarono un proprio gruppo, Oregon, dal nome dell'università (Oregon University dove Towner e Moore studiavano e si erano conosciuti). Registrarono il primo album nel 1970, ma la casa discografica fallì prima della pubblicazione del disco che fu pubblicato dalla Vanguard Records nel 1980 con il titolo Our First Record. Il primo disco pubblicato dal gruppo fu Music of Another Present Era nel 1972. Fu seguito da Distant Hills e Winter Light con i quali gli Oregon si affermarono come uno dei gruppi più importanti di musica improvvisata, in grado di mescolare la musica classica indiana con la musica classica dell'occidente con il jazz, il folk, la space music e il jazz d'avanguardia. Il gruppo registrò numerosi album con la casa discografica Vanguard per tutti gli anni settanta e successivamente pubblicarono tre album con la Elektra Records. Dopo un paio di anni nei quali ciascuno si dedicò a progetti personali, il gruppo si ricostituì nel 1983 e registrò con la ECM.
Durante un tour musicale in Germania Est nel 1984, Collin Walcott rimase ucciso in un incidente stradale. A seguito di ciò gli Oregon si sciolsero per ricostituirsi nel 1987 per registrare Ecotopia (l'ultimo album con la ECM) con un nuovo percussionista, Trilok Gurtu, proveniente dagli Aktuala di Walter Maioli . Gurtu registrò due ulteriori album come membro del gruppo, ma nel 1993 si separò; di conseguenza, il gruppo registrò due album, come trio. Con un nuovo membro alle percussioni, Mark Walker, gli Oregon pubblicarono così Northwest Passage del 1996 e molti altri dischi. Nel 2001 il gruppo si recò a Mosca per registrare con la Moscow Tchaikovsky Orchestra. L'album ebbe quattro nomine al Grammy Award.
Nel 2015 Paolino Dalla Porta sostituisce il contrabbassista fondatore Glen Moore.
Il gruppo ha un seguito molto vasto di sostenitori. L'astronauta Joseph P. Allen dell'Apollo 15 nel 1971 diede a due crateri lunari il nome di due composizioni di Ralph Towner, "Icarus" e "Ghost Beads".

## Discografia
- Our First Record (registrato nel 1970, pubblicato nel 1980)
- Music of Another Present Era (1972)
- Distant Hills (1973)
- Winter Light (1974)
- In Concert (1975)
- Together (1976), con Elvin Jones alla batteria
- Friends (1977)
- Violin (1978), con il violinista Zbigniew Seifert
- Out of the Woods (1978)
- Moon and Mind (1979)
- Roots in the Sky (1979)
- In Performance (1980)
- Oregon (1983)
- Crossing (1985)
- Ecotopia (1987)
- 45th Parallel (1989)
- Always, Never and Forever (1991)
- Troika (1993)
- Beyond Words (1995)
- Northwest Passage (1997)
- Music for A Midsummer Night's Dream (The Oregon Trio) (1998)
- Oregon In Moscow (2000), con la Moscow Tchaikovsky Symphony Orchestra
- Live at Yoshi's (2002)
- Prime (2005)
- The Glide (1 track, solo per Itunes) (2005)
- Vanguard Visionaries  (2007)
- 1000 Kilometers (2007)
- In Stride (2010)
- Family Tree (2012)
- Lantern (2017)